# Владимир Петровић (каменорезац)
Владимир Петровић (1874−1939) био је каменорезац народних споменика из Горачића. Један је од најталентованијих ученика познатог мајстора Млађена Раковића.

## Живот и дело
Описменио се у родном селу, где се обучавао каменорезу. Израдио је преко је 200 занатски успелих гробљаша и ратничких крајпуташа у Горачићима, Рогачи, Грабу и чачанској Лозници, неке са мало познатим земљаком каменоресцем Ивом Давидовићем.
Учесник ратова од 1912. до 1918. године. Сахрањен је на Ружичића гробљу.
У стубове од пешчара урезивао је правилно обликована слова, а од ликовних представа: крстове, чираке са свећама, голубове који зобљу грожђе, флоралне орнаменте и ратничка обележја.
На споменицима се ретко потписивао.

## Епитафи
Стиховима уклесаним у камен, слао је моралне поруке:
Познато је да ћемо умрети и са собом ништа не понети
до скрштене на прсима руке и праведна дела своја.
Зато браћо да се покајемо, после смрти покајања нема.
Споменик Милану Јеринићу (†1932) (Горачићи – Петковићи)
Ево гроба неизбежна двора
где се одмара тело од умора
МИЛАНА ЈЕРИНИЋА
поштованог грађанина
овог села горачића
кои часно поживи 64 год.
а престави се у вечност
10 априла 1932 год.
Бог да му душу прости
И бивши у рату од 1915 г.
па до 1918 г. као каплар
и марвени лекар
овог села Горачића
Познато је да ћемо умрети
и са собом ништа не понети
до скрштене на прсима руке
зато браћо да се покајемо
после смрти покајања нема
(...)